# Frederik Christopher de Cicignon
Frederik (Friedrich) Christopher de Cicignon (o. 1667 – 15. juni 1719 i København) var en dansk-norsk officer, far til Ulrik Frederik de Cicignon.
Han var en søn af generalmajor Johan Caspar de Cicignon. Han stod 1691 som kaptajn ved det Søndenfjeldske gevorbne Dragonregiment og avancerede 1694 til major ved samme. Året efter blev han generaladjudant. 1696 blev han oberstløjtnant ved Vesterlenske Regiment; 1703 fik han som oberst kommandoen over et gevorbent regiment. Med dette tog han en hæderlig del i Den Store Nordiske Krig, da den norske hær endelig 1711 begyndte at optræde aktivt ved under Woldemar Løvendal at rykke ind i Sverige. 
Cicignon, der 1710 var blevet brigader, fik under fremrykningen i august kommandoen over det korps, som på galejflotillen roede frem langs kysten for at tage fjenden i ryggen i Uddevalla, men forsøget mislykkedes, mest på grund af det stormende vejr. Den norske hær tog derefter ikke virksom del i kampen, før nogle regimenter, hvoriblandt Cicignons, i februar 1713 i hast blev indskibet til Fladstrand og på vogne ført til Fredericia for at forstærke hæren, da Magnus Stenbock rykkede op igennem Hertugdømmerne. De kom nu til at deltage i Tønnings belejring, og Cicignon, som i juni måned blev generalmajor, hørte til de officerer, som undertegnede Stenbocks kapitulation.
I de påfølgende år fulgte han hæren til Pommern og var tilstede ved Stades, Rügens og Stralsunds erobring, men da Carl XII, efter at være vendt hjem til Sverige, rykkede ind over Norges grænser 1716, blev de norske regimenter sendt hjem med en transportflåde, der kom til Frederiksstad 17. april, og Cicignons regiment tog få dage efter del i det bekendte overfald på svenskerne ved Moss under Vincents Budde. Cicignon tog fra nu af ivrig del i Norges forsvar og blev kommandant i Frederiksstad i slutningen af 1717; senere blev han medlem af Landetatens Generalkommissariat, og 1718 blev han og general Johan Arnoldt udnævnt til kommissærer for at foretage de nødvendige forandringer i den norske hær. Netop da krigen var ved at stilne af, døde Cicignon 1718. 
I de rolige tider havde han interesseret sig en del for bjergværksdrift og tjente især 1708 en del penge som medlem af det interessentskab, der til kongen solgte Semsdal Kobberværk, hvor man mente at finde guld. Han trolovedes august 1696, vielse den 11. februar 1697, med Karen von Hausmann, datter af general Caspar Herman von Hausmann og Karen Toller. Hun var født 11. februar 1682 i Christiania og døde i april 1744, begravet 20. april i Vor Frelsers kirke i Christiania.